# Mafficking
Der Begriff Mafficking bezeichnete unterschiedlich konnotierte Feiern an öffentlichen Orten in britischen Städten nach der Befreiung der Garnison in Mafeking während des Burenkriegs. Später hielt das Verb to maffick als Bezeichnung für lautes Feiern einer größeren Zahl von Menschen Eingang in die englische Umgangssprache.

## Hintergrund

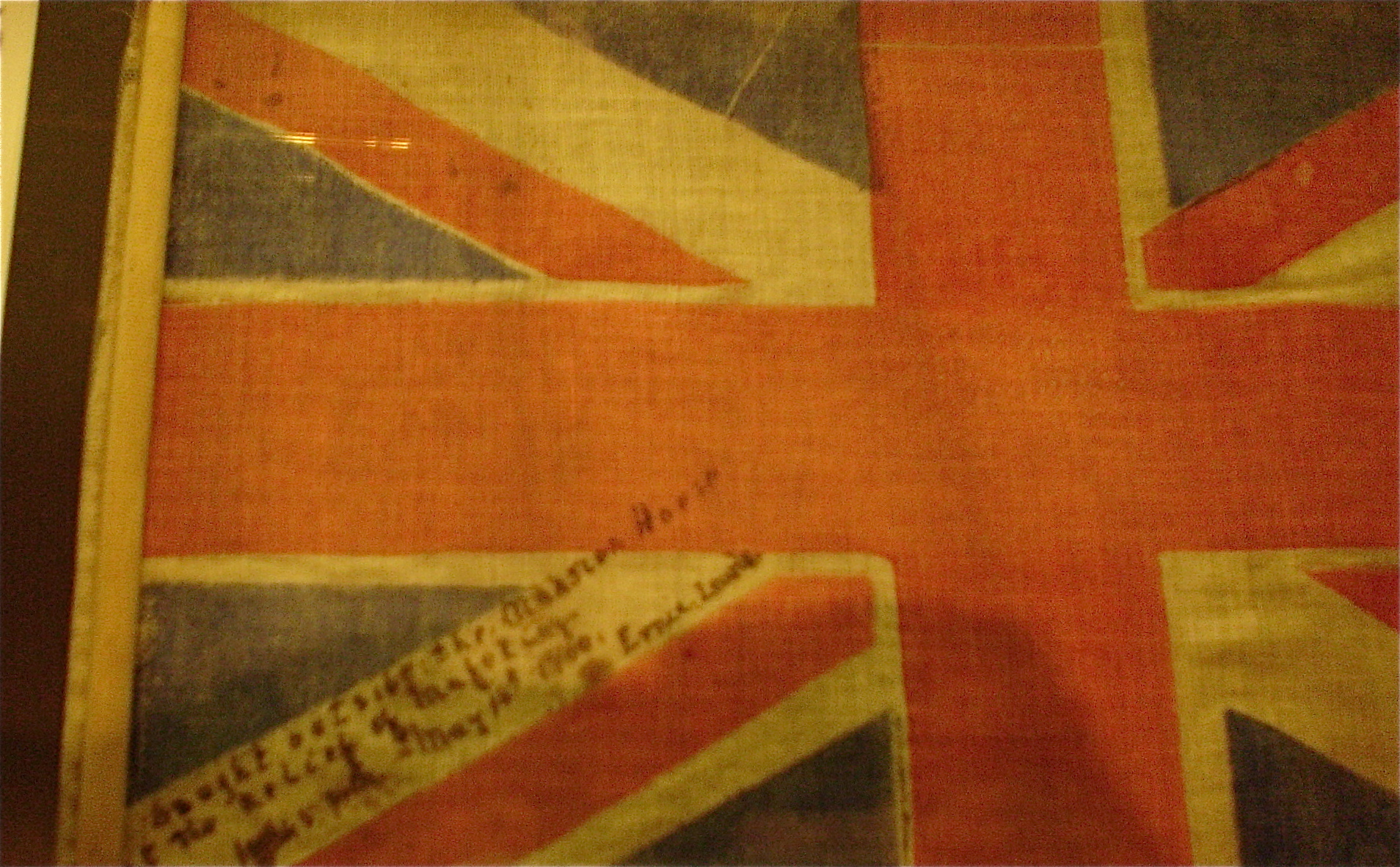
Union Jack, der von einem der zahlreichen Straßenverkäufer während der Mafeking Nights gekauft wurde. Ausstellungsstück des Museum of London

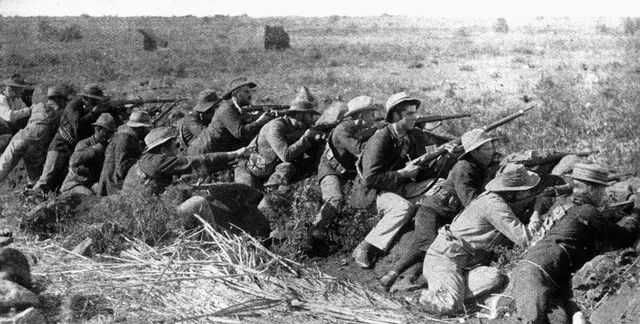
Buren bei Mafeking 1899

Während des Burenkrieges wurde die Stadt Mafeking in Transvaal 217 Tage von Burenheeren belagert. Trotz einer deutlichen Unterzahl konnten die britischen Truppen die Stadt gegen die Buren durch kluge Taktik über diese lange Zeit halten und verteidigen. Dabei mussten die Briten einige verlustreiche Niederlagen hinnehmen, etwa in den als „black week“ bezeichneten Tagen Ende des Jahres 1899. Am 18. Mai 1900 konnte Mafeking schließlich befreit werden. Nachdem die Nachrichten über die Befreiung der britischen Soldaten im Vereinigten Königreich eintrafen, bildeten sich spontan Feiern auf den Straßen und Plätzen der Städte. Die Feiern waren grundsätzlich spontan und anfangs kein Ausdruck eines besonderen kolonialistischen Chauvinismus, sondern der Freude über die Befreiung britischer Soldaten. Bald bekamen die Straßenfeiern eine politische Komponente, es wurden Symbole des britischen Empires verkauft, für einen Penny bekam man beispielsweise einen kleinen Union Jack. Aus den Feiern entwickelten sich jedoch schnell Übergriffe auf Menschen, die der Sympathie mit den Buren verdächtigt wurden. Bald gab es Ausschreitungen gegen vermeintlich Andersdenkende, Zerstörungen von Schaufenster und ähnliche Erscheinungen, die oft mit übersteigertem Alkoholkonsum einhergingen.

Lange Zeit wurde davon ausgegangen, dass die Ausschreitungen von Angehörigen der Arbeiterklasse getragen wurden. Diese Vorstellungen wurden bereits von zeitgenössischen Beobachtern geprägt. Seit den Forschungen von Richard Price gilt diese Annahme allerdings als widerlegt. Vielmehr konnte nachgewiesen werden, dass die Akteure der Randale Angehörige der Mittelschichten und vor allem Studenten waren.
Mafficking wurde fortan von einigen Autoren, bekanntester unter ihnen war wohl John Atkinson Hobson, als Zeichen für einen moralischen und gesellschaftlichen Verfall angesehen. Nicht zu verwechseln ist das Phänomen allerdings mit dem des Jingoismus, der, im Gegensatz zum Mafficking, das nationalistische und chauvinistische Element schon in sich trug. Unter dem Einfluss der Stimmungsbilder des Mafficking und Jingoismus standen die Unterhauswahlen des Jahres 1900, die daher unter dem Namen khaki election in die Geschichte eingingen.

## Nachweise
1. ↑  Wörterbucheintrag
2. ↑  vgl. Richard Price, An Imperial War and the Working Class, London 1972, passim, insbes. S. 133ff.
3. ↑  Labour Leader, 9. Juni 1900
4. ↑  s. Gareth Stedman Jones: Languages of Class: studies in working class history, 1832–1982, Cambridge 1982, S. 180ff.
5. ↑  vgl. John A. Hobson, The Psychology of Jingoism, London 1901